# Love Me Two Times
Love Me Two Times è una canzone del gruppo rock statunitense The Doors. Scritta dal chitarrista Robby Krieger, fa parte dell'album Strange Days, uscito nel 1967. La canzone divenne il secondo singolo estratto dall'album (dopo "People Are Strange"), e raggiunse la posizione #25 nelle classifiche USA.
Ray Manzarek suonò la versione finale della canzone usando un clavinet (una versione moderna del clavicordo), non un clavicembalo.
Secondo i membri della band, la canzone racconta l'ultimo giorno trascorso da un soldato (o un marinaio) con la sua fidanzata prima di partire per la guerra del Vietnam.
Gli Aerosmith hanno eseguito una cover di questo singolo.

## Posizioni Chart
| Anno | Singolo                             | Chart             | Posizione |
| ---- | ----------------------------------- | ----------------- | --------- |
| 1967 | "Love Me Two Times/Moonlight Drive" | Billboard Hot 100 | 25        |

## Curiosità
Il brano è eseguibile nel videogioco Guitar Hero World Tour.